# Nokia-tune
De Nokia-tune is de melodie die op alle mobiele telefoons van het merk Nokia wordt gebruikt als de standaard ringtone. Nokia gebruikt het ook in reclames. De tune bestaat uit een paar maten van Francisco Tárrega's Gran Vals. Nokia registreerde het als een klankmerk.
De bekende tune begint in maat 14 (00:15), en nogmaals tegen het einde (maat 147, 02:54).
In notatie ziet het er als volgt uit:
In het origineel is de laatste A een octaaf lager.
De Nokia Tune heette origineel "Grande Valse" in Nokia-telefoons maar dit was gewijzigd in Nokia Tune rond 1998 toen het zo bekend werd dat mensen het de Nokia Tune begonnen te noemen. In 2013 werd het bijna een miljard keer per dag afgespeeld, waarmee het een van 's werelds meest gehoorde melodieën is.
De Nokia-tune wordt regelmatig gebruikt in andere stukken muziek. Zo is het in 1999 als sample gebruikt in het lied "I Wanna 1-2-1 With You" door Solid Gold Chartbusters. In 2006 heeft de pianist Marc-André Hamelin een improvisatie op de Nokia-tune gespeeld als een toegift. In 2006 schreef Nokia Israël de "Nokia Music leader-competitie uit, voor jonge electronic artists om een cover te maken van de originele tune. In 2009 schreef de componist Jos Beijer (1970-2011) een "verzoek aan het publiek" waarin de tune terugkomt en het gemaand wordt de mobiele telefoon toch vooral uit te zetten bij concertbezoek.
Voor gitaar:
```
e|--12-10-------9-7-------7-5-------5----||
B|--------7--9-------------------5-------||
G|------------------7--9------6----------||
D|---------------------------------------||
A|---------------------------------------||
E|---------------------------------------||
```